# Nieuw Koninkrijk Granada
Het Nieuw Koninkrijk Granada (Spaans: Nuevo Reino de Granada ) was de gegeven naam van een groep kolonies, die zich in het noorden van Zuid-Amerika bevonden. In 1717 werd het een onderdeel van het Onderkoninkrijk Nieuw-Granada en hield volledig op te bestaan toen dit opgeheven werd in 1819 en vervangen werd door de onafhankelijke Republiek Nieuw-Granada.

## Geschiedenis

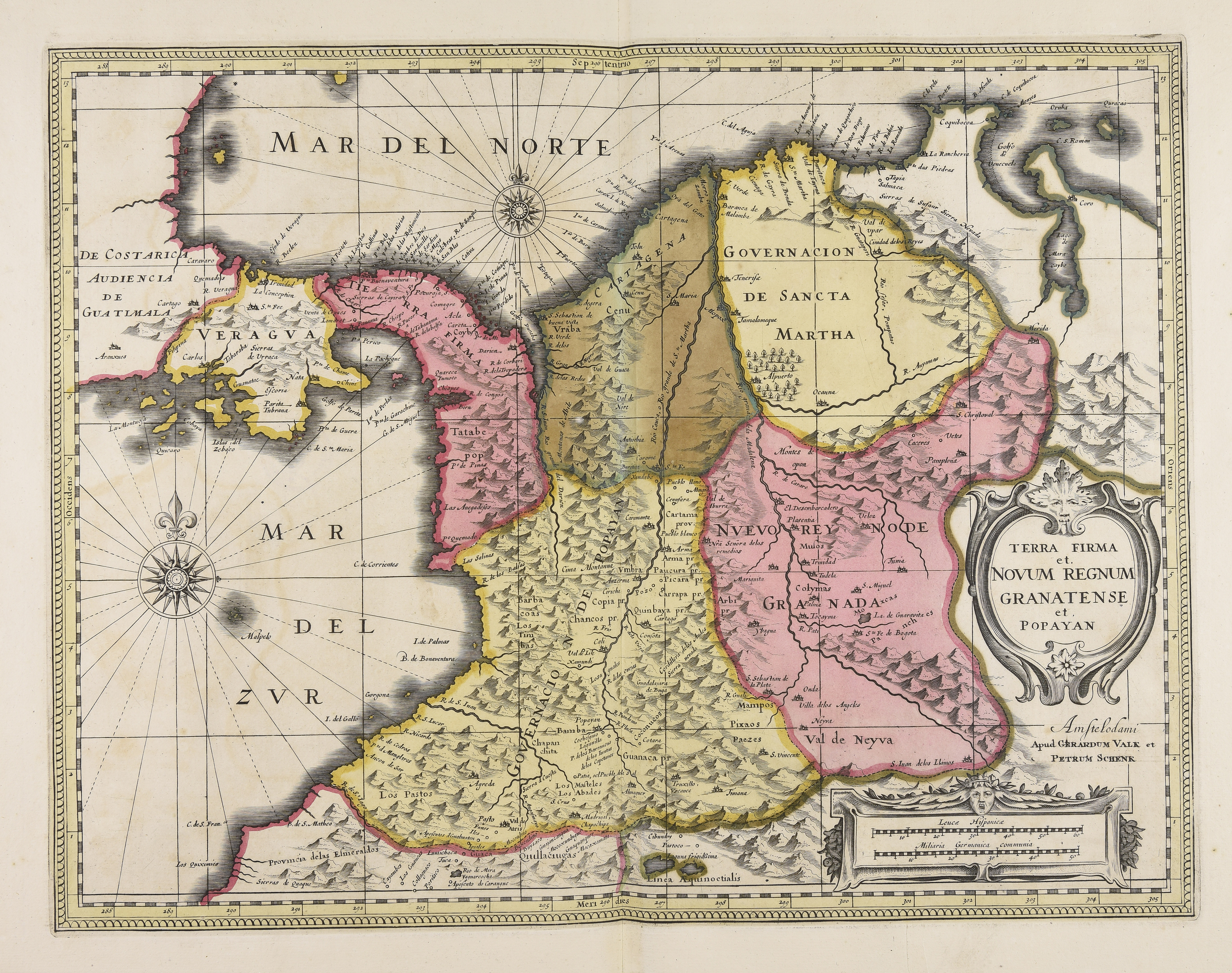
Oude kaart van het Nieuw Koninkrijk Granada

In 1514 vestigden de eerste Spanjaarden zich in het gebied. Met Santa Marta (gesticht op 29 juli 1525 door de Spaanse veroveraar Rodrigo de Bastidas) en Cartagena (1533), werd de Spaanse controle over de kustgebieden gevestigd en kon de koloniale expansie van het binnenland beginnen.
De conquistador Gonzalo Jiménez de Quesada koloniseerde een groot gebied door de rivier Magdalena te volgen in de Andes waarbij hij de Chibcha versloeg. Hij stichtte de stad Santa Fé de Bogotá (nu gewoon Bogota) in 1538 en noemde de regio El nuevo reino de Granada, Het Nieuwe Koninkrijk van Granada, naar het Koninkrijk Granada dat tot 1492 bestaan had in het zuiden van Spanje.
Om een regering te vestigen werd er een Audiencia (soort rechtbank) opgericht (1548-49) dat uitvoerende en rechterlijke macht had totdat een presidencia (gouverneur) kwam in 1564, die nu de macht kreeg. Op dit punt werd Nieuw-Granada beschouwd als een algemeen kapiteinschap binnen het Onderkoninkrijk Peru.
De gouverneur was gedeeltelijk afhankelijk van de onderkoning van Peru in Lima, maar omdat de communicatie tussen beide hoofdsteden vrij langzaam ging werd er een onafhankelijk Onderkoninkrijk Nieuw-Granada gevormd in 1717.

## Grote steden
Volgens de volkstelling van 1791 waren de grootste steden van het Nieuw Koninkrijk Granada
1. Cartagena de Indias - 154.304
2. Santa Fé de Bogotá - 108.533
3. Popayán - 56.783
4. Santa Marta - 49.830
5. Tunja - 43.850
6. Mompóx - 24.332